# 今井光也
今井 光也（いまい みつや、1922年11月1日 - 2014年5月6日）は、日本の作曲家、指揮者。

## 経歴
長野県諏訪郡上諏訪町（現諏訪市）生まれ。諏訪交響楽団員の父・今井久雄から音楽の薫陶を受けて育つ。旧制諏訪中学（現長野県諏訪清陵高等学校）を経て、山梨高等工業学校（現山梨大学工学部）卒業。三協精機製作所（現ニデックインスツルメンツ）に勤務する傍ら、1961年に諏訪交響楽団に入団し、フルート、ホルン奏者のほか指揮者を務めた。1962年11月に、オリンピック組織委員会とNHKが行ったオリンピック東京大会ファンファーレの公募に応募し、当選した。
他には数曲の校歌、社歌などの作曲を行っている。1990年に諏訪交響楽団会長に就任し、晩年は名誉会長を務めていた。
2014年5月6日、長野県諏訪郡下諏訪町の病院にて肺炎により死去した。91歳だった。

## 主な作品
- オリンピック東京大会ファンファーレ（1962年）
- 駒ヶ根市の歌（1964年）
- 松本松南高等学校校歌（1965年）
- 諏訪市立豊田小学校校歌（1966年）
- 長野工業高等専門学校校歌（1967年）
- 佐賀国体ファンファーレ（1976年）
- 下諏訪町立下諏訪北小学校校歌（1980年）
- 下諏訪町立下諏訪南小学校校歌
- 大和電機工業（株）社歌